# Jan Boklöv
Jan Mauritz Boklöv (Koskullskulle, 14. travnja 1966.) – švedski športaš u skijaškim skokovima. Prvi je uveo stil "V".
Rođen je u selu Koskuluskule, 1200 km sjevernije od Stockholma, kao sin rudara. Kao četverogodišnji dječak postao je član lokalnog kluba Kos AIF. Patio je od epilepsije i mucanja.
Kao šesnaestogodišnjak preselio se u Örnsköldsvik, gdje je išao u športsku školu tri godine. Do 1985. godine, Boklöv je bio jedan od mnogih prosječnih skakača i doživio je spektakularan pad na natjecanju u Lahtiju, koji je jedva preživio. 
Za vrijeme treninga u Falunu 1986. godine, kao devetnaestogodišnjak iznenada je promijenio svoj uobičajeni stil skakanja u "V stil" i doskočio mnogo dalje nego što je očekivao. U sezoni 1986./'87. bio je jedini koji je koristio taj stil. Iako je vjerovao da će svi to uskoro početi, smatrali su ga za "klauna na brdu".
Međutim, 10. prosinca 1988., Boklöv prvi put pobjeđuje u natjecanju Svjetskog kupa čime promovira novi stil unatoč tvrdom tradicionalizmu Norvežana kao i sudaca. Prvi je Šveđanin, koji je pobijedio u natjecanju Svjetskog kupa u skijaškim skokovima, a kasnije postaje i ukupni pobjednik Svjetskog kupa u sezoni 1988./'89. Ukupno je imao pet pobjeda u natjecanjima Svjetskog kupa.
Svjetska federacija dozvolila je uporabu ovog stila, što je bila najbolja posljedica njegovog uspjeha. 
Nastupio je Olimpijskim igrama u Calgariju 1988. i u Albertville 1992. godine. Svoj posljednji nastup zabilježio je u sezoni 1992./'93. Ozlijedio je koljeno i prestao se aktivno baviti športom.
Smatra se najboljim švedskim natjecateljem u skijaškim skokovima uz Svena Selångera. Višestruki je prvak Švedske u skijaškim skokovima. Proglašen je najboljim švedskim športašem 1989. godine u izboru Švedskog radija.